# Stipeae
Stipeae Dumort. é uma tribo da subfamília Pooideae.

## Gêneros
Achnatherum - Aciachne - XAchnella - Anemanthele - Austrostipa - Celtica - Hesperostipa - Jarava - Macrochloa - Milium - Nassella - Ortachne - Oryzopsis - Piptatherum - Piptochaetium - Psammochloa - Ptilagrostis - Stipa - Trikeraia